# 피어 인사이드
피어 인사이드(The Fear Inside)는 미국에서 제작된 레온 이차소 감독의 1992년 TV 범죄, 스릴러 영화이다. 크리스틴 라티 등이 주연으로 출연하였고 존 C. 브로데릭 등이 제작에 참여하였다.

## 출연

### 주연
- 크리스틴 라티
- 딜란 맥더모트
- 제니퍼 루빈

### 조연
- 데이비드 아크로이드
- 토마스 이안 니콜라스
- 폴 링케
- 마리아 디아즈

## 제작진
- 미술: 마이클 Z. 해넌
- 의상: 킴벌리 A. 틸먼